# François Combes
Pour les articles homonymes, voir Combes.
François Combes est un historien, professeur d'université, né à Albi le 27 septembre 1816, et mort à Bordeaux le 8 février 1890.

## Biographie
François Combes est le fils de François Combes, menuisier, et de Marie Cécile Causse.
Il a étudié à la Faculté des lettres de l'Université de Toulouse,. Il est professeur d'histoire, régent d'histoire au collège de Pamiers, en 1838, chargé d'histoire au lycée de Tournon, en 1848. En 1849, il est nommé professeur suppléant d'histoire à la faculté des lettres de l'Université de Bordeaux, mais devient professeur adjoint au collège Stanislas, à Paris, 1849.
Il est reçu 5e au concours d'agrégation d'histoire et de géographie en 1850. Il est nommé professeur au lycée Bonaparte de Paris, en 1853.
Il obtient le doctorat ès lettres en 1858 en présentant les deux thèses :
- thèse française : La Princesse Des Ursins, essai sur sa vie et son caractère politique, d'après de nombreux documents inédits, Paris, Didier et Cie libraires-éditeurs, 1858, II & 568 (lire en ligne),
- thèse latine : De Contentionibus Bernardi Saissetti, primi Appamiarum episcopi, cum Rogerio Bernardo, tertio comite Fuxensi, 1269-1300, e multis ineditis documentis, Paris, Didier et Cie libraires-éditeurs, 1858, 48 p. (lire en ligne).

En 1860, il succède à Mathieu Auguste Geffroy (1820-1895) au département d'histoire de la faculté des lettres de l'Université de Bordeaux, d'abord comme professeur suppléant, jusqu'en 1864, puis professeur jusqu'en 1884, et professeur honoraire en 1886.
Il a effectué plusieurs voyages scientifiques aux Pays-Bas, en Italie et en Suisse.
Il est membre de l'Académie nationale des sciences, belles-lettres et arts de Bordeaux en 1870 dont il est le président en 1884 jusqu'à sa mort.

## Distinction
- Officier de l'Instruction publique, en 1866.
- Chevalier de la Légion d'honneur, en 1869[4].

## Publications
- L’abbé Suger, histoire de son ministère et de sa régence, Paris, 1853
- Histoire générale de la diplomatie européenne. Histoire de la formation de l'équilibre européen par les traités de Westphalie et des Pyrénées, Paris, E. Dentu libraire-éditeur, 1854 (lire en ligne)
- La Russie en face de Constantinople et de l'Europe, depuis son origine jusqu'à nos jours, son histoire diplomatique sous ce double point de vue, Paris, E. Dentu libraire-éditeur, 1854
- Histoire générale de la diplomatie européenne. Histoire de la diplomatie slave et scandinave  suivie des négociations de Ponce de La Gardie diplomate général suédois  au XVIe siècle d'après des documents contemporains, tirés eux-mêmes de la correspondance de Ponce de La Gardie et des archives de la Suède, Paris, E. Dentu libraire-éditeur, 1856, IV & 420 (lire en ligne)
- Mémoire sur les lettres inédites d'un agent de Chamillard en Espagne, pendant la guerre de succession, tirées des Archives de la guerre, Paris, Imprimerie impériale, 1863
- Mémoire sur la Correspondance française inédite de Jean de Witt et du chevalier Temple, relativement à la Triple alliance (tirée des archives royales de La Haye, mission de 1857), Paris, Imprimerie impériale, 1864
- Mémoire sur la Correspondance officielle de Merlin de Thionville, relativement aux négociations de Bâle (1794-1795), Paris, Imprimerie impériale, 1865
- Mémoire sur les résidents français à Genève de 1679 à 1798, d'après les portefeuilles historiques de Genève et les registres des conseils, Paris, Imprimerie impériale, 1868
- Correspondance française inédite de Jean de Witt, Grand-Pensionnaire de Hollande, tirée des archives royales de La Haye, Paris, Imprimerie nationale, 1873
- Les invasions germaniques en France, Bordeaux, Imprimerie G. Gounouilhou, 1870 (lire en ligne)
- Deuxième leçon sur Les invasions germaniques en France. Attila et la bataille de Chalons-sur-Marne, Bordeaux, Imprimerie G. Gounouilhou, 1871 (lire en ligne)
- Histoire des invasions germaniques en France depuis l'origine de la monarchie jusqu'à nos jours, Paris, Victor Palmé libraire-éditeur, 1873
- Les libérateurs des nations, Paris, Victor Palmé libraire-éditeur, 1874 (lire en ligne)
- Correspondance inédite de Louis XIV et de la République helvétique, au sujet de l'Alsace et de la Franche-Comté, Bordeaux, imprimerie de E. Crugy, 1876
- « Relation inédite de l'arrestation du Maréchal de Biron », Revue historique, t. 6,‎ 1878, p. 355-369 (lire en ligne)
- L'entrevue de Bayonne de 1565 et la question de la Saint-Barthélemy d'après les archives de Simancas, Paris, Librairie G. Fischbacher, 1882
- Essai sur les idées politiques de Montaigne et La Boëtie, Bordeaux, H. Duthu, 1882
- Carmen de Montezuma, ou Une descendante de Montezuma à Bordeaux et l'histoire du Mexique, 1804 à 1870, Bordeaux, Feret et fils libraires-éditeurs, 1884 (lire en ligne)
- Madame de Sévigné historien : le siècle et la Cour de Louis XIV d'après Mme de Sévigné, Paris, Émile Perrin libraire-éditeur, 1885 (lire en ligne)
- Histoire du cardinal Donnet, archevêque de Bordeaux : sa vie et ses œuvres, son influence et son rôle, sous Louis-Philippe, sous l'empire et sous les deux républiques, d'après sa correspondance et son journal (1834-1882), Paris/Bordeaux, Périsse frères/Imprimerie Veuve Cadoret, 1888 (lire en ligne)